# Babymetal World Tour 2015
Babymetal World Tour 2015 fue la gira de concierto brindado por la banda Babymetal que comenzó el 9 de mayo de 2015 en la Ciudad de México, México y terminó el 13 de diciembre de 2015 en Yokohama, Japón. La gira se anunció el 10 de febrero de 2015, con fechas para México, Canadá, Estados Unidos, Alemania, Austria y Japón. Fechas adicionales se anunció el 25 de febrero de Francia, Suiza e Italia. El 20 de abril, se reveló que Babymetal tocaría en los festivales de Reading y Leeds como parte de la gira. Se presentaron en Metrock festival en Tokio el 24 de mayo. Después del concierto en el Rock Im Revier, Alemania el 30 de mayo se anunció dos fechas en solitario adicionales para Alemania. Tras el concierto en Makuhari Messe el 21 de junio, se anunció la Babymetal World Tour 2015 en Japón , con diez nuevas fechas para Japón.
Este concierto fue también su mayor exposición individual, sin embargo, con 25,000 personas en la audiencia. El 9 de julio, Babymetal anunció que se presentarán en el Ozzfest el 22 de noviembre.
Durante esta gira, Babymetal hizo una aparición sorpresa en el Download Festival, donde interpretaron su canción "Gimme Chocolate!!" con la banda destacada de power metal Dragonforce durante su actuación el 12 de junio. También realizaron dos canciones en el 2015 Metal Hammer Golden Gods Premios juntos el 15 de junio. En septiembre, Babymetal apareció brevemente en el escenario con Skrillex en el Ultra Music Festival de Tokio.

## Setlist
1. Babymetal Death (BABYMETAL DEATH)
2. Gimme Chocolate!! (ギミチョコ！！)
3. Doki Doki ☆ Morning (ド・キ・ド・キ☆モーニング)
4. Uki Uki ★ Midnight (ウ・キ・ウ・キ★ミッドナイト)
5. Awadama Fever (あわだまフィーバー)
6. Catch Me If You Can (Catch me if you can)
7. Onedari Daisakusen (おねだり大作戦)
8. Akatsuki (紅月-アカツキ-)
9. Rondo of Nightmare (悪夢の輪舞曲)
10. Song 4 (４の歌)
11. Yava! (ヤバッ！)
12. Iine! (いいね！)
13. Megitsune (メギツネ)
14. Ijime, Dame, Zettai (イジメ、ダメ、ゼッタイ)
15. Headbanger (ヘドバンギャー！！)
16. Road of Resistance

## Fechas de la gira
| Norteamérica             |                  |                |                        |
| 9 de mayo de 2015        | Ciudad de México | México         | Circo Volador          |
| 12 de mayo de 2015       | Toronto          | Canadá         | Danforth Music Hall    |
| 14 de mayo de 2015       | Chicago          | Estados Unidos | House of Blues         |
| 16 de mayo de 2015       | Columbus         | Estados Unidos | Mapfre Stadium         |
| Asia                     |                  |                |                        |
| 24 de mayo de 2015       | Tokio            | Japón          | Shinkiba Wakasu Park   |
| Europa                   |                  |                |                        |
| 29 de mayo de 2015       | Múnich           | Alemania       | Olympiahalle           |
| 30 de mayo de 2015       | Gelsenkirchen    | Alemania       | Veltins-Arena          |
| 1 de junio de 2015       | Strasbourg       | Francia        | La Laiterie            |
| 3 de junio de 2015       | Zürich           | Switzerland    | X-TRA                  |
| 5 de junio de 2015       | Bologna          | Italia         | Estragon Club          |
| 6 de junio de 2015       | Vienna           | Austria        | Donauinsel Wien        |
| Asia                     |                  |                |                        |
| 21 de junio de 2015      | Chiba            | Japón          | Makuhari Messe         |
| 15 de agosto de 2015     | Chiba            | Japón          | Makuhari Messe         |
| 16 de agosto de 2015     | Osaka            | Japón          | Maishima Sports Island |
| Europe                   |                  |                |                        |
| 26 de agosto de 2015     | Frankfurt        | Alemania       | Batschkapp             |
| 27 de agosto de 2015     | Berlín           | Alemania       | Huxleys                |
| 29 de agosto de 2015     | Reading          | Inglaterra     | Little John's Farm     |
| 30 de agosto de 2015     | Leeds            | Inglaterra     | Bramham Park           |
| Asia                     |                  |                |                        |
| 16 de septiembre de 2015 | Osaka            | Japón          | Zepp Namba (Osaka)     |
| 17 de septiembre de 2015 | Osaka            | Japón          | Zepp Namba (Osaka)     |
| 21 de septiembre de 2015 | Sapporo          | Japón          | Zepp Sapporo           |
| 2 de octubre de 2015     | Fukuoka          | Japón          | Zepp Fukuoka           |
| 7 de octubre de 2015     | Nagoya           | Japón          | Zepp Nagoya            |
| 8 de octubre de 2015     | Nagoya           | Japón          | Zepp Nagoya            |
| 15 de octubre de 2015    | Tokio            | Japón          | Zepp DiverCity (Tokio) |
| 16 de octubre de 2015    | Tokio            | Japón          | Zepp DiverCity (Tokio) |
| 22 de noviembre de 2015  | Chiba            | Japón          | Makuhari Messe         |
| 12 de diciembre de 2015  | Yokohama         | Japón          | Yokohama Arena         |
| 13 de diciembre de 2015  | Yokohama         | Japón          | Yokohama Arena         |